# ريكاردو جياكوني
ريكاردو جياكوني (بالإيطالية: Riccardo Giacconi)‏ هو فيزيائي إيطالي أمريكي حاز على جائزة نوبل للفيزياء عام 2002 عن "بحوثه التي أدت إلى تأسيس الدراسة الفلكية بالأشعة السينية."
ولد ريكاردو جياكوني في 6 أكتوبر 1931.عمل من 1991 إلى 1999 أستاذا للفيزياء في جامعة ميلانو . عمل من 1993 إلى 1999 مديرا عاما للمرصد الجنوبي الأوروبي في جارشينج بالقرب من ميونيخ بألمانيا. وعاد عام 1999 إلى الولايات المتحدة الأمريكية وهو منذ ذلك الوقت رئيس اتحاد الجامعات في واشنطن ويشرف في نفس الوقت على الأبحاث في جامعة جون هوبكنز في بالتيمور.
اشترك معه في جائزة نوبل للفيزياء العالمان ماساتوشي كوشيبا وريموند ديفيس عام 2002.

## روابط خارجية
- ريكاردو جياكوني على موقع الموسوعة البريطانية (الإنجليزية)
- ريكاردو جياكوني على موقع مونزينجر (الألمانية)
- ريكاردو جياكوني على موقع إن إن دي بي (الإنجليزية)